# Маленькі монстри (фільм, 1989)
Маленькі монстри (англ. Little Monsters) — американська чорна комедія 1989 року, в якій знялися Фред Севідж та Хауї Мандель. Фільм «Маленькі монстри» розповідає історію хлопчика, який знайомиться з реальним «монстром, що живе під ліжком» та відкриває таємничий світ монстрів, які вночі прокрадаються до дитячих кімнат та бешкетують там.

## Сюжет
Сім'я 11-літнього Браяна Стівенсон (Фред Севідж) щойно переїхала до передмістя Бостона, і він почуває себе вкрай самотнім у новому оточенні. Одного ранку Браяна звинувачують у тому що він став причиною декількох халеп, але він стверджує, що невинний. Разом з цим Браян звинувачує свого молодшого брата Еріка (Бен Севідж) у всіх негараздах оскільки той і так бреше, він навіть розказував що бачив монстра під своїм ліжком. Дорослі стають на бік Еріка та невірять Браяну. Розсерджений Браян того ж дня у школі вихоплює обід молодшого брата і викидає його у вікно, несподіванно попадаючи в Ронні Коулмана (Девід Ретрей), шкільного хулігана. Все завершується бійкою у шкільному коридорі, яка закінчується візитом до кабінету директора школи.
Тієї ночі, сплячи в кімнаті Еріка для того щоб довести, що ніяких монстрів не існує, Браян чує шурхотіння та шум, джерелом якого є щось під ліжком брата. Згодом переляканий Брайан іде спати на канапу у вітальні. Наступного ранку Ерік і його друг Тодд знаходять Браяна сплячим у вітальні і починають жартувати про те, що Браян боягуз та боїться ночувати у кімнаті брата. Брайан вирішує довести, що це неправда і погоджується провести наступну ніч на самоті у кімнаті Еріка. Наступної ночі рішучий Браян встановлює пастки з приманку у вигляді сиру, відкручує ніжки у ліжку, щоб коли потрібно ліжко розвалилося та впало на «монстра». Завдяки усім цім приготуванням він досягає успіху, захоплюючи зловмисника: блакитного монстра на ім'я Моріс (Хауі Мандель). Хоча спочатку наляканий і здивований, Браян незабаром розуміє, що він і Моріс поділяють однакові інтереси та їм є про що поговорити. Хлопчик і монстр починають товаришувати. Протягом декількох ночей Моріс показує Браяну світ монстрів вхід до якого знаходиться під ліжком Еріка. Цей світ складається з мрії кожної дитини: там всюди нездорова але смачна їжа, комікси та відеоігри, в які можна грати коли хочеш, і немає дорослих якіб казали, що правильно, а що ні. В цьому світі є незліченна кількість сходів, що ведуть до виходів, що розташовані під дитячими ліжками, з яких монстри виходять у ночі для бешкетування та залякування дітей. Моріс і Браян весело проводять час пробираючись у будинки інших людей, і Брайан відчуває, що нарешті знайшов справжнього друга; хоча Брайан починає помічати, що щось у ньому змінюється.
Однієї ночі Моріс приводить Браяна разом з кількома іншими монстрами до спальні немовляти, з намірами сильно налякати маленьку дитину. Браян вважає це жорстокістю, і намагається увімкнути світло, щоб змусити монстрів зникнути залишивши після себе тільки одяг (це відбувається завжди, коли на монстра попадає бодай маленька часточка світла). Він відкриває двері спальні, і світло з передпокою потрапляє в спальню дитини. Роблячи це, Браян дізнається, що він також поступово перетворюється на монстра, оскільки коли світло потрапило на нього то він також поступово починає зникати. Це лякає Браяна і він хоче вернутися до свого нормально життя, але у монстрів зовсім інші плани щодо нього.

## У ролях
| Актор           | Роль            |
| --------------- | --------------- |
| Фред Севідж     | Браян Стівенсон |
| Хауі Мандель    | монстр Моріс    |
| Бен Севідж      | Ерік Стівенсон  |
| Деніел Стерн    | Глен Стівенсон  |
| Маргарет Уіттон | Холлі Стівенсон |
| Ронні Коулман   | Девід Ретрей    |
| Девін Ретрей    | Ронні Колеман   |
| Френк Вейлі     | хлопчик         |

Фред та Бен Севідж, які є реальними братами зіграли роль братів і у фільмі — Браяна та Еріка, їх сестра Кала також знімалася у цьому фільмі, вона грає маленького монстра.

## Вихід фільму на екрани
Виробництво стрічки було профінансувався кінокомпанією Vestron Pictures. Разом з кількома іншими фільмами, права на розповсюдження «Маленьких монстрів» були продані Metro-Goldwyn-Mayer / United Artists після банкрутства Vestron Pictures (хоча кінокомпанія зберегла за собою деякі закордонні права на розповсюдження фільмів). Через низку таких невдач з правами на розповсюдження, фільм згодом вийшов лише в обмежений прокат, і лише 179 кінотеатрів США показали фільм на своїх екранах. Фільм провалився у прокаті та зібрав лише 800 000 доларів США при бюджеті у 7 мільйоні.. Випуск DVD відбувся у Сполучених Штатах та Канаді 6 квітня 2004 року.